# Крым-Сараево (село)
Крым-Сара́ево (баш. Ҡырым-Һарай) — село в городском округе город Нефтекамск Республики Башкортостан.

## География
Село расположено на реке Берёзовке (левый приток Камы), в 6 км к югу от города Нефтекамска, в 14 км к юго-востоку от Николо-Берёзовки, в 113 км от Ижевска, в 187 км от Уфы и в 244 км к юго-западу от Перми.

## История
В 1782—1796 годах — деревня в Бирском уезде Уфимской области Уфимского наместничества. В 1796—1865 годах в составе Оренбургской губернии. В XIX веке входила в состав Касёвской волости Бирского уезда. В 1865 году из части территории Оренбургской губернии была создана Уфимская губерния, Крым-Сараево в составе Бирского уезда перешло в её административно-территориальное подчинение. В 1922—1930 годах — село в Калегинской волости Бирского кантона Башкирской ССР. С упразднением кантонного деления Башкирской АССР в 1930 году, село вошло в состав Краснокамского района. В 1932 году район был присоединён к Калтасинскому району и Крым-Сараево перешло в административно-территориальное подчинение этого района. В 1935 году район вновь был разделён на Калтасинский и Краснокамский, село снова оказалось в составе Краснокамского района. В связи с проведённым в 1965 году укрупнением районов Краснокамский район был снова упразднён, Крым-Сараево вторично оказалось в составе Калтасинского района. Указом Президиума Верховного Совета РСФСР от 31 марта 1972 года был вновь образован Краснокамский район, куда вошло село Крым-Сараево. В 2006 году село было переведено в состав новообразованного городского округа город Нефтекамск.

## Население
| 2010 |
| ---- |
| 273  |

В 1969 году население Крым-Сараево составляло 433 человека.

## Топографические карты
- Лист карты O-40-133. Масштаб: 1 : 100 000. Состояние местности на 1982 год. Издание 1983 г.